# Þórhallur Einarsson
Þórhallur Einarsson  est un joueur islandais de football né le 16 mars 1921 et mort le 27 septembre 2007. Il joue en tant que milieu de terrain au sein du Fram Reykjavik et dispute le premier match officiel de l'Islande.

## Biographie

### Club
Þórhallur passe toute sa carrière au Fram Reykjavik. Il joue en équipe première dès ses 18 ans, obtenant son premier titre de champion en 1939.
Milieu de terrain réputé rapide, il remporte également les titres de champion en 1946 et 1947.
C'est également un excellent joueur de handball, qu'il pratique à haut-niveau au sein de la section handball de Fram.

### Sélection
Þórhallur compte une seule cape avec l'Islande, au cours du tout premier match de l'histoire de la sélection, face au Danemark.
Il est aligné au milieu de terrain, mais sort au bout de 24 minutes (remplacé par Óttó Jónsson), et ne peut empêcher son équipe de s'incliner trois buts à zéro.

### Après-carrière
Après sa carrière de joueur, il occupe notamment diverses fonctions à l'aéroport international de Keflavík.
Son fils Hinrik Þórhallsson a été international islandais à deux reprises, et son petit-fils Þórhallur Örn Hinriksson à cinq reprises.

## Palmarès
- Fram Reykjavik
  - Champion d'Islande en 1939, 1946 et 1947